# 조동선 (1871년)
조동선(趙東先, 1871년 2월 18일 ~ 1930년 10월 13일)은 대한민국의 독립운동가이다. 본관은 김제(金堤), 호(號)는 좌헌(座軒)이다.

## 생애

### 일생
전라북도 남원(南原)에서 유교 성리학도(儒敎 性理學徒)였던 조척(趙滌)의 삼남(三男)으로 출생한 그는 1889년 조선국 음서로써 조선 관직에 천거되어 이후 대한제국 시대였던 1909년까지 전라북도 지방에서 군서기관 직책을 지냈고 관료 직위 퇴임 이후 전라북도 남원의 성리학 대표 향반으로 전라북도 남원에서 훈도하던 그는 1919년 4월 3일 이석기(李奭器) 등과 함께 전라북도 남원군 덕과면(全羅北道 南原郡 德果面) 일대의 대한 독립 만세 운동을 주도하였다. 이날은 식수기념일(植樹紀念日)로서 일제 치하에서 매년 행해지던 연례행사일이었다. 그는 당시 전직 대한제국 관료로서 일제의 식민통치에 불만을 가지고 면장 이석기 및 면내 유지들과 비밀회의를 통하여 이날을 이용하여 독립만세시위를 전개하기로 결의하였다. 이에 이석기는 그의 집에서 각 면장에게 보내는 대한 독립 만세 운동의 참가 취지서와 「경고아동포제군(警告我同胞諸君)」이란 격문을 작성하여 각각 20여매씩 등사한 후, 전라북도 남원군 덕과면 면사무소 사환인 김광삼(金光三)으로 하여금 각 면장들에게 전하도록 하였다. 4월 3일 전라북도 남원군 덕과면 신양리(新陽里) 뒷산의 도화곡(桃花谷)에는 그를 비롯하여 유례없이 많은 약 8백여명이 식수기념일 행사에 참여하였고, 헌병주재소 소장과 보조원들도 점심 식사에 초청되었다. 오후의 식수가 끝나자, 이석기는 여기에 참가한 덕과면 면민들에게 탁주를 대접한 후, 독립만세운동의 필요성을 역설하고 독립만세를 선창하였다. 이에 그를 비롯하여 이승순(李承珣)·이풍기(李豊基)·이석화(李石和)·복봉순(卜鳳淳) 등이 호응하여 식수기념일 행사장은 삽시간에 대한 독립 만세 시위장으로 변하였다. 너무나 돌발적인 일이었기 때문에 이 행사에 함께 참여했던 헌병주재소 소장도 아예 몸둘 바를 몰랐다. 이에 그는 대한 독립 만세 시위 군중들과 함께 남원·전주(全州)간의 도로를 따라 전라북도 남원군 사매면 오신리(全羅北道 南原郡 巳梅面 梧新里)에 있는 헌병주재소 예하 분견소로 시위 행진을 하였다. 그는 전라북도 남원군 사매면 사율리(全羅北道 南原郡 巳梅面 沙栗里)를 지날 무렵, 이석기의 격문서 낭독으로 더욱 사기가 충천한 대한 독립 만세 시위 군중과 함께 헌병주재소 앞 큰길가에 도착하여 독립만세를 외치며 시위를 벌였다. 이때 전라북도 남원군 남원읍에서 응원 출동한 헌병분대장 예속 무장 군인이 자동차로 도착하자 사태가 긴박하게 되었다. 그러나 이석기와 함께 스스로 책임을 지고 자진 체포됨으로써 시위 군중은 무사히 귀가할 수 있었다. 이 사건 관련 기소되면서 그는 결국 이해 1919년 7월 24일을 기하여 경상북도 대구복심법원에서 소위 보안법 위반 혐의로 징역 1년 6개월형을 받고 옥고를 치렀고 1920년 10월에 만기출감하였다. 이후 1921년 11월에서 1928년 11월까지 한국독립당 국가민족행정특보위원 직위(1925년 12월에서 1926년 1월까지 임정 내무부 내무국 부국장보 직위 겸직)를 역임하였다.

## 사후
대한민국 정부에서는 고인의 공훈을 기리고자 1982년 대한민국 대통령 표창장을, 1990년 대한민국 건국훈장 애족장을 각각 추서하였다.